# Bahama-szigeteki földigalamb
A Bahama-szigeteki földigalamb (Geotrygon chrysia) a madarak osztályának galambalakúak (Columbiformes) rendjéhez és a galambfélék (Columbidae) családjához tartozó  faj.

## Rendszerezése
A fajt Charles Lucien Jules Laurent Bonaparte francia ornitológus írta le 1855-ben.

## Előfordulása
A Bahama-szigetek, Kuba, a Dominikai Köztársaság, Haiti, Puerto Rico, a Turks- és Caicos-szigetek területén, valamint az Amerikai Egyesült Államok déli részén, Floridában honos.
Természetes élőhelyei a szubtrópusi, trópusi síkvidéki esőerdők, száraz erdők és cserjések, valamint vidéki kertek. Állandó, nem vonuló faj.

## Megjelenése
Testhossza 27-31 centiméter, testtömege 148-199 gramm.

## Természetvédelmi helyzete
Az elterjedési területe rendkívül nagy, egyedszáma pedig stabil. A Természetvédelmi Világszövetség Vörös listáján nem fenyegetett fajként szerepel.